# Episodi de Gli specialisti (serie televisiva 1997) (seconda stagione)
La seconda stagione della serie televisiva Gli specialisti è stata trasmessa in anteprima negli Stati Uniti d'America in syndication tra il 26 settembre 1998 e il 22 maggio 1999.
| nº | Titolo originale        | Titolo italiano | Prima TV USA      | Prima TV Italia |
| -- | ----------------------- | --------------- | ----------------- | --------------- |
| 1  | Wild Card               |                 | 26 settembre 1998 |                 |
| 2  | Who's Who               |                 | 3 ottobre 1998    |                 |
| 3  | Spyder's Web            |                 | 5 ottobre 1998    |                 |
| 4  | Party Girl              |                 | 17 ottobre 1998   |                 |
| 5  | A Walk in the Park      |                 | 24 ottobre 1998   |                 |
| 6  | Trade Off               |                 | 31 ottobre 1998   |                 |
| 7  | Iraq and Roll           |                 | 7 novembre 1998   |                 |
| 8  | Hide and Seek           |                 | 14 novembre 1998  |                 |
| 9  | Charade                 |                 | 21 novembre 1998  |                 |
| 10 | Tethered Goat           |                 | 6 febbraio 1999   |                 |
| 11 | Figure Eight            |                 | 13 febbraio 1999  |                 |
| 12 | The Lord Is My Shepherd |                 | 20 febbraio 1999  |                 |
| 13 | Critical List           |                 | 27 febbraio 1999  |                 |
| 14 | Welcome to Bent Copper  |                 | 1º maggio 1999    |                 |
| 15 | White Dragon            |                 | 8 maggio 1999     |                 |
| 16 | The Vestige             |                 | 15 maggio 1999    |                 |
| 17 | Reasonable Doubts       |                 | 22 maggio 1999    |                 |